# Säsonger av One Tree Hill
One Tree Hill är en amerikansk TV-serie som för närvarande (2012) har nio säsonger inspelade.

## Säsong 1 (22 avsnitt)
Halvbröderna Nathan och Lucas tävlar mot varandra, om spelpositioner i skolans basketlag, om hejarklacksledaren Peytons kärlek och fadern Dans uppskattning. Nathan försöker slå sin fars poängrekord och tar amfetamin för att öka sin prestationsförmåga, vilket gör att coachen ställer in träningarna. Haley, som egentligen skulle hjälpa Nathan med skolarbetet, börjar istället dricka och skolka tillsammans med honom. Halvbrödernas farbror Keith och Lucas är med om en olycka och Lucas hamnar på sjukhus, medvetslös. Lucas mamma Karen får reda på att Keith druckit innan han satte sig i bilen. När han friar tackar hon nej. Deb (Dans fru och Nathans mamma) anlitar en skilsmässoadvokat. När Lucas tillfrisknat gör han slut med sin flickvän Brooke, dock utan att berätta att han är kär i Peyton. Nathan hamnar i fängelse efter ett slagsmål på en fest. Lucas flyttar till Charlotte tillsammans med Keith.

## Säsong 2 (22 avsnitt)
När Lucas och Keith får reda på att Dan fått en hjärtattack åker de tillbaka till Tree Hill. Nathan gifter sig med Haley, något som hans mor Deb ogillar. Keith gifter sig med Jules. Nathan får jobb hos Keith, som tar hand om Dans företag medan han tillfrisknar. Nathan och Lucas oroar sig för att de kanske ha fått ärva Dans genetiska hjärtfel. Nathan testar sig men Lucas vägrar. Lucas flyttar in hos Dan och samlar bevis för att avslöja hans bedrägeri. Den tidigare rika Brooke snattar, arbetar på en restaurang, kämpar för bättre arbetsvillkor och blir senare studentföreningens ordförande. Haley ger sig av på turné och det går inte bra för Nathan utan henne. Nathan och Lucas hamnar bakom galler då de varit inblandade i en rattfylleolycka.

## Säsong 3 (22 avsnitt)
Haley hoppar av sin turné för att åka hem till Nathan, men han vill inte ha tillbaka henne och åker därför iväg på ett basketläger. Brooke och Lucas blir tillsammans igen och Peyton får problem i relationen med sin biologiska mamma. Dan och Karen engagerar sig i kommunalpolitik. Den rödhåriga Rachel är ny i cheerleaderlaget. Brooke lanserar sin klädkollektionen "Clothes Over Bro's". Keith kommer tillbaka och får ett varmt välkomnande av Lucas och Karen, men en mordanklagelse från Dan. En våldsam storm orsakar ett strömavbrott som får det att slå gnistor mellan Nathan och Haley, Lucas och Brooke, Mouth och Rachel, Peyton och Ellie, Karen och Keith.
De videoinspelningar som de gjort ett år tidigare och som inte skulle offentliggöras förrän 50 år senare släpps och leder till konflikter. En elev kommer till skolan med ett vapen. Keith och Jimmy dör. Under en kväll på landet berättar Lucas om sitt hjärtfel och Brooke avslöjar en hemlighet från Rachels förflutna. Peyton tror att hon ska träffa Pete Wentz från bandet Fall Out Boy, men istället möter hon Jake och hans dotter Jenny. Nathan och Haley gifter sig och Peyton och Brooke blir osams. Dan får slutligen veta sanningen om branden.

## Säsong 4 (21 avsnitt)
Efter Nathans och Haleys bröllop skedde en olycka och Rachel, Cooper och Nathan åker in på sjukhus. Brooke firar sin 18-årsdag ensam med Rachel. Nathan tror att han såg något övernaturligt vid olyckan. Skills blir ny lagmedlem i The Tree Hill Ravens när delstatsmästerskapen börjar. Peyton lär känna sin halvbror Derek, men han är inte hennes riktiga halvbror och han försöker våldta henne, men hon blir räddad. Rachel blir förälskad i Nathan. Rachel poserar i en tidning och ett rykte om att hon är gravid sprider sig. Brooke blir tillsammans med den nya engelskläraren. Nathan är skyldig 15 000 dollar och tänker göra så laget förlorar i delstatsmästerskapen.
Lucas börjar spela basket med The Ravens igen. En mystisk man börjar intressera sig för lagets framgångar. Och i skolan kommer Brooke att träffa sin nya pojkvän lite mer än hon tänkt sig, han är nämligen hennes nya engelsklärare. Många gör något småkriminellt ibland, men Nathan ska nödvändigtvis satsa på de stora stålarna. Han är skyldig en viss Daunte inte mindre än 15000 dollar och detta precis innan semifinalerna börjar. Daunte har förstås satsat en hel del på matchen. Den årliga basketprisbalen är en stor kväll för Nathan. Det är den också för Brooke, Peyton, Lucas, Haley, Rachel och Derek (den riktiga halvbrodern), och deras förhoppningar går både åt samma håll och stick och stäv. Fråga: Hur räddar man sin familj och sin karriär? Svar: Man struntar i delstatsmästerskapen.
Daunte är beroende av att Nathan förlorar matchen, men Lucas och Skills har en plan för hur de ska vinna. Det är jul och Lucas och Haley ligger inlagda på sjukhus. Dan släpps ut ur fängelset och Deb flyr från avgiftningskliniken. Brooke och Rachel stjäl ett matteprov. Det är dags för examensbalen och alla har någon att gå med: Nathan och Haley, Mouth och Brooke, Dan och Karen. Alla utom Lucas och det beror på att Peyton har en egen dejt. Ett ögonvittne avslöjar vem som sköt Keith.
De bestämmer att de ska ha en återträff om fyra år.

## Säsong 5 (18 avsnitt)
Säsong fem utspelar sig fyra år efter deras examen. I startscenen står Lucas Scott helt själv på Rivercourt där de bestämt sig för att träffas i slutepisoden av säsong fyra. Lucas har publicerat sin roman "An Unkindness of Ravens" med hjälp av sin förläggare och fästmö Lindsey. Han tillbringar så mycket tid som möjligt med bästa vännen Haley och brorsonen James, eftersom brodern Nathan inte sköter familjelivet på nåt imponerande sätt. Nathan blev allvarligt skadad i ett slagsmål tidigare och sitter nu i rullstol, men drömmer om att ta sig tillbaka till basketplanen. Haley ska precis börja arbeta som lärare på Tree Hill High. Han känner sig väldigt misslyckad och tar ut stor del av sin vrede på frun Haley och sonen James. Brooke har gjort en gigantisk framgång med sitt klädmärke "Clothes over Bros" och har sitt huvudkontor i New York. Hon adopterar ett barn. Peyton har inte lyckats lika bra i Los Angeles och är inte nöjd med sitt assistentjobb. Hon längtar tillbaka till Tree Hill och kompisarna. En barnflicka kidnappar James, men han blir räddad av Dan.

## Säsong 6 (24 avsnitt)
Lucas väljer Peyton framför Lindsay och de flyger till Las Vegas för att gifta sig, men blir förhindrade. Peyton blir gravid och graviditeten innebär risker för henne. Peytons före detta pojkvän försöker vinna henne tillbaka, men misslyckas och börjar istället dejta Brooke. Brooke blir även fostermamma till en tonåring, Sam. Brookes mamma Victoria kommer tillbaka igen. Brooke blir överfallen och tror det är Victoria så hon ger hela företaget till henne och säger åt Victoria att hon precis förlorat sin dotter, det visar sig senare att det inte var Victoria som stod bakom överfallet, utan Sams kompis.
Det går bra för Peytons företag då hon hittat en tjej som heter Mia Catalano, som blir mycket framgångsrik. Haley börjar lite med musiken igen då hon hjälper Peyton. Nathan kommer med i ett basketlag men drömmer fortfarande om NBA. Julian vill att Brooke och Sam ska följa med honom till LA men hon säger nej. Sams biologiska mamma tar kontakt med henne igen och Sam bestämmer sig för att flytta till sin mamma. Peyton och Lucas gifter sig och Peyton föder en dotter som får namnet Sawyer efter Peytons flicknamn.

## Säsong 7 (22 avsnitt)
Ytterligare ett år har gått och Lucas och Peyton är borta, Nathan är med i NBA och Haley har tagit över "Red Bedroom Records" som var Peytons företag. Quinn är Haleys syster. James har nu blivit sju år gammal. Brooke är tillsammans med Julian, men de har bekymmer med distansförhållandet då han alltid är iväg och filmar medan hon stannar i Tree Hill. Brooke får en ny "bitchig" modell för Clothes Over Bros. Dan kommer tillbaka, liksom Rachel. Nathan varit onykter på en fest och varit otrogen med en okänd tjej som påstod att hon blivit gravid för att försöka utpressa Nathan och Haley, men Dan avslöjar henne i sitt tv-program. Millie börjar ta droger och blir tvungen att söka hjälp. Ungefär samtidigt blir Nathans agent och Haleys syster Quinn tillsammans. Alex, Brookes nya modell, försöker ta livet av sig, men Julian räddar henne. Brooke börjar tveka på sitt och Julians förhållande och därför vill ha en paus.

## Säsong 8 (22 avsnitt)
Brooke och Julian är förlovade, men de har ekonomiska problem med Clothes Over Bro's, på grund av Brookes mamma Victoria. Nathan tar ett betydande karriärbeslut. Haley är gravid igen. Katie skjuter Clay och Quinn.

## Säsong 9 (13 avsnitt)
Nathan blir kidnappad och Haley, Dan och Julian och Chris söker efter honom. Dan dör efter att han har räddat Nathan.
En rival vid namn Tara öppnar ett café bredvid Karens café och det blir intriger. Xavier, som misshandlade och rånade Brooke och även sköt Quentin Fields i säsong 5, kommer tillbaka till Tree Hill. Brookes föräldrar har äntligen börjat agera som föräldrar och har dessutom hittat kärleken till varandra igen. Brooke startar ett nytt klädmärke, Baker Man, med hjälp av sina föräldrar. Hon designar bebiskläder till pojkar.